# Unstrut-Leine-Radweg

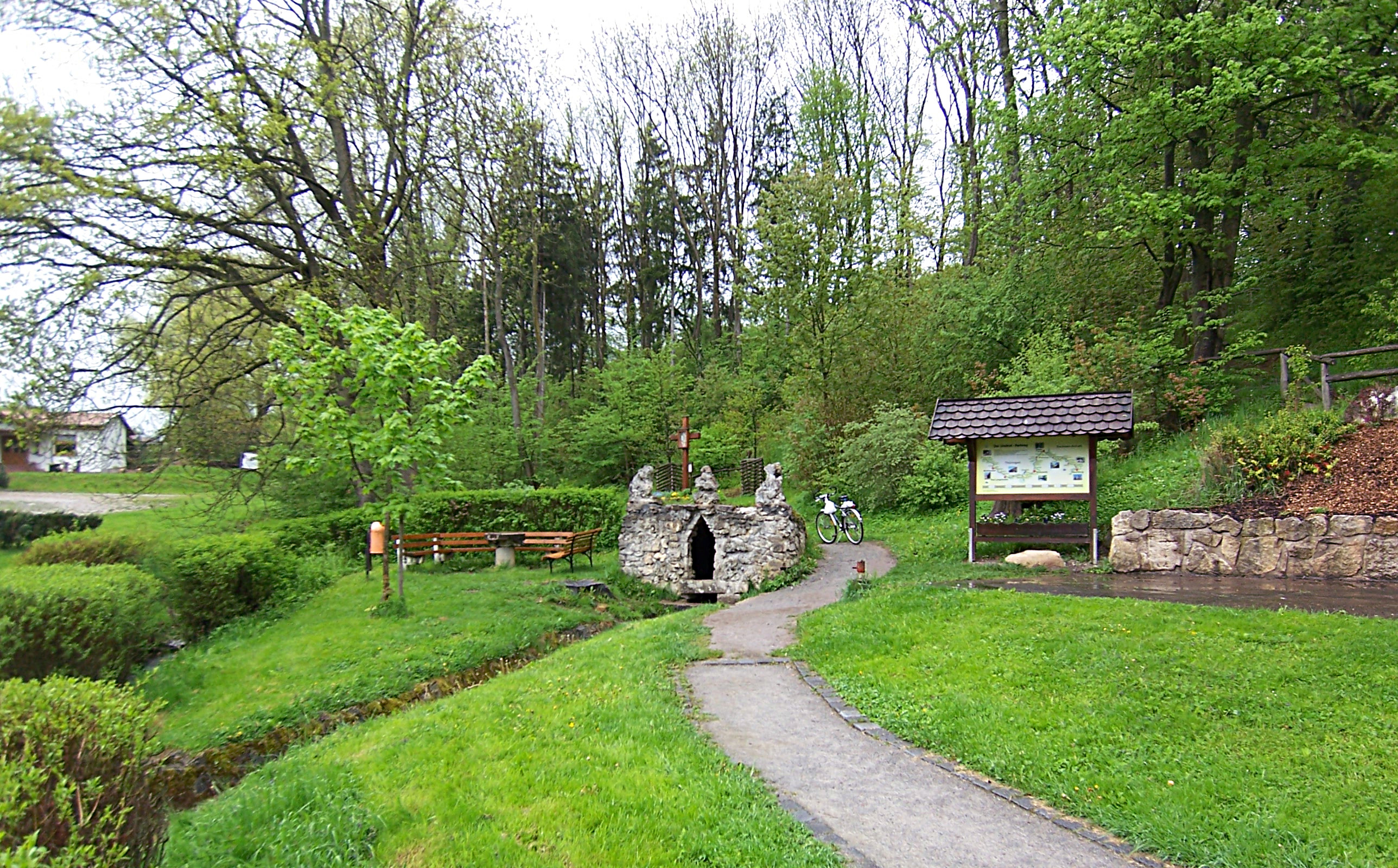
Unstrutquelle in Kefferhausen

Der Unstrut-Leine-Radweg ist ein etwa 16,5 km langer Verbindungs-Radwanderweg im thüringischen Landkreis Eichsfeld zwischen den Flussradwegen an Unstrut und Leine. Der Radweg beginnt an der Unstrutquelle in Kefferhausen und führt über die Wüstung Werdigeshausen, Heuthen und Geisleden nach Heilbad Heiligenstadt. 

## Streckenprofil
Die Streckenführung des Radweges ist größtenteils auf asphaltierten landwirtschaftlichen Wegen und straßenbegleitenden Radstreifen angelegt.

## Streckenverlauf

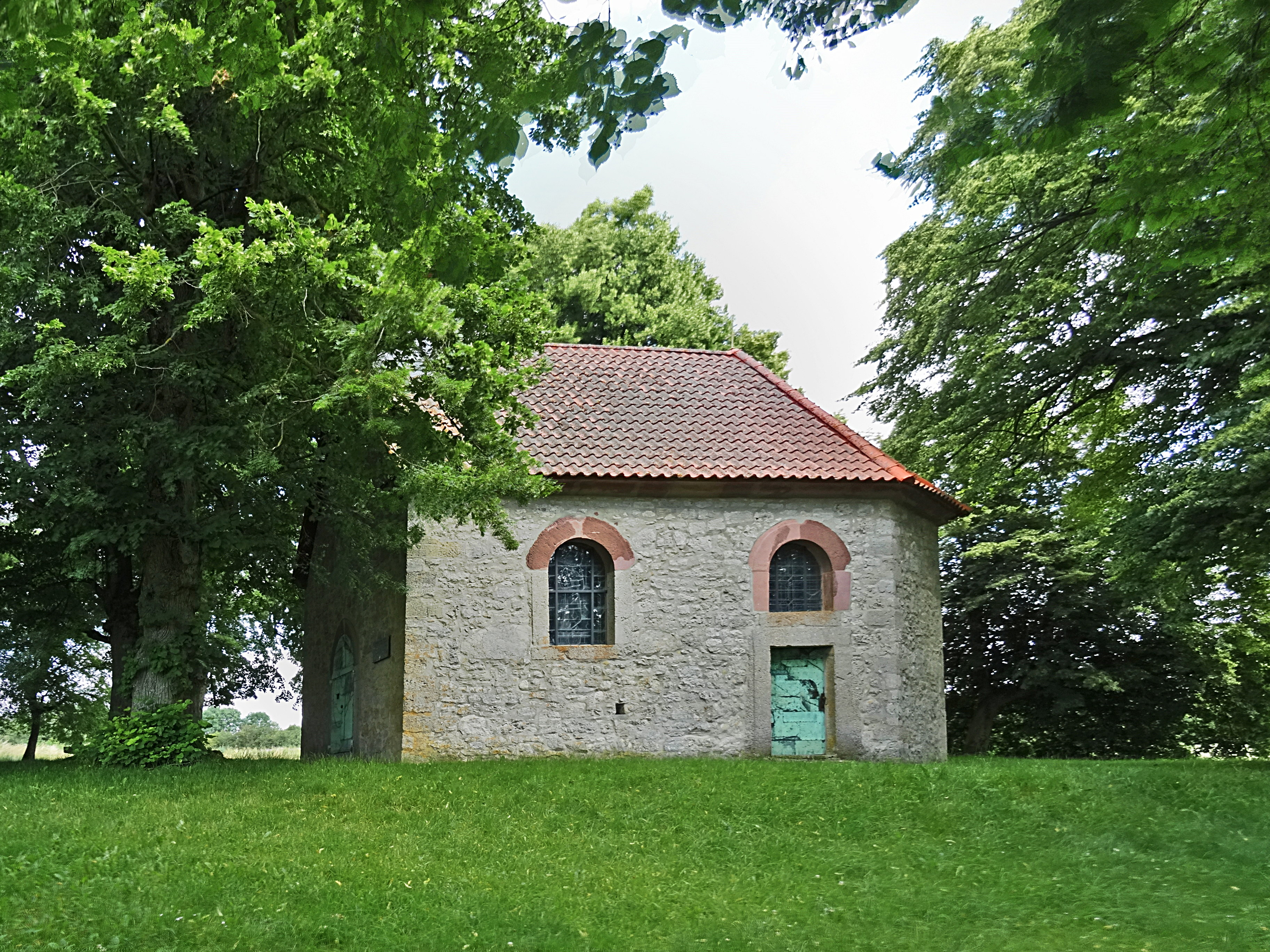
Wallfahrtskirche in Werdigeshausen

Vom Bahnhof Silberhausen kommend, an der Unstrut aufwärts durch Dingelstädts Zentrum, oder alternativ vom Kanonenbahn-Radweg nahe dem Unstrut-Viadukt gelangt man westwärts zur Unstrutquelle oberhalb von Kefferhausen. Von hier geht es 3 km bergauf vorbei an der Wüstung Werdigeshausen (Wallfahrtskirche) auf die Eichsfelder Höhe. Hier an der Wasserscheide Elbe-Weser mit 490 m (NN) entschädigt der Rundumblick auf die umliegende Landschaft für den kurzen Aufstieg. Durchs Tal der Geislede über die Ortschaften Heuthen und Geisleden erreicht man Heilbad Heiligenstadt mit vielen Sehenswürdigkeiten. Vom Abzweig am Leine-Radweg erreicht man in ca. 2 km den Bahnhof Heiligenstadt. Auf dem Leine-Radweg gelangt man wahlweise in Richtung Leinequellen bei Leinefelde oder Leine abwärts nach Göttingen. Es bieten sich in westlicher Richtung weiterhin Möglichkeiten, die Flussradwege an Werra oder Weser zu erreichen.

## Sehenswürdigkeiten an der Strecke
- Dingelstädt

St.-Gertrudis-Kirche, Franziskanerkloster Kerbscher Berg, Wallfahrtskirche St. Maria im Busch
- Kefferhausen

Pfarrkirche St. Johannes der Täufer, Unstrutquelle
- Wüstung Werdigeshausen

Werdigeshäuser Kirche, eine 250 Jahre alte Wallfahrtskapelle
- Heuthen, eines der ältesten Dörfer der Region

barocke Dorfkirche St. Nikolaus
- Geisleden

Kirche St. Cosmas und Damian
- Heilbad Heiligenstadt

Theater, Museen, Denkmäler, Mainzer Schloss
St. Aegidien, St. Marien, St.-Annen-Kapelle, St. Martin, Redemptoristenkloster